# Кисіль Сергій Вікторович
Сергій Вікторович Кисіль (26 вересня 1975) — український волейболіст і тренер. Перший ліберо в історії харківського «Локомотива». Володар кубка топ-команд Європи 2004 року. Майстер спорту України міжнародного класу.

## Із біографії
З 2019 року головний тренер команди «Локомотив — Збірна Харківської області-1».

## Клуби
| Роки      | Клуб                              |
| --------- | --------------------------------- |
| 1994      | «Донець» (Ізюм)                   |
|           | «Суми»                            |
| 199?–2005 | «Локомотив» (Харків)              |
| 2006–2008 | «Кримсода» (Красноперекопськ)     |
|           | «Будівельник-Буковина» (Чернівці) |
|           | Білорусь                          |
| 2008-2012 | «Імпексагро Спорт» (Черкаси)      |
| 2012–2013 | «Фаворит» (Лубни)                 |